# Salvador Sobral

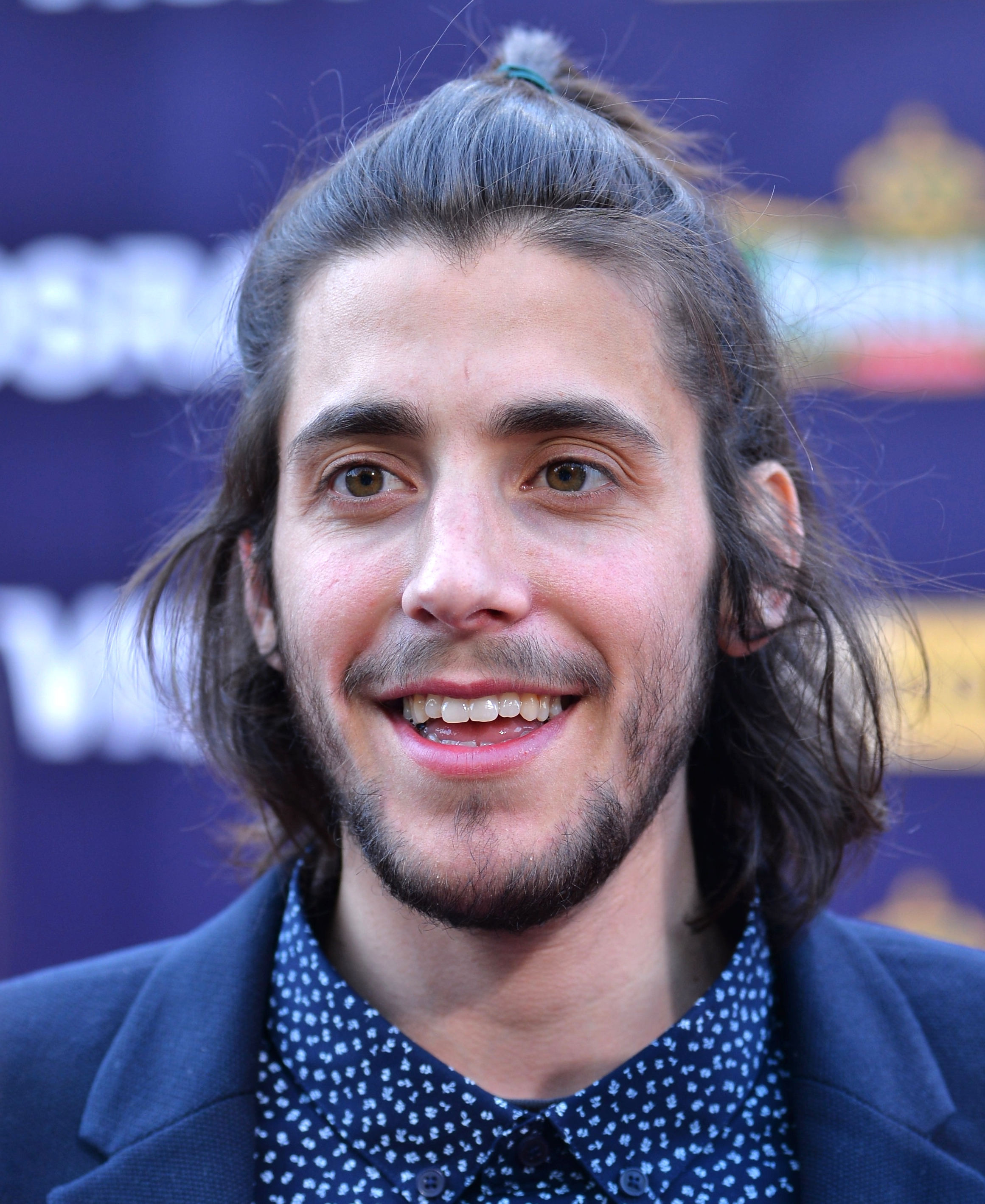
Salvador Sobral (2017)

Salvador Vilar Braamcamp Sobral [saɫvɐdoɾ suˈβɾaɫ] (* 28. Dezember 1989 in Lissabon) ist ein portugiesischer Sänger. 2017 gewann er für sein Land mit dem Lied Amar pelos dois den 62. Eurovision Song Contest in Kiew.

## Leben und Karriere

### Frühe Jahre und Ausbildung
Sobral entstammt einer portugiesischen Adelsfamilie. Seine Schwester Luísa Sobral (* 1987) ist ebenfalls Sängerin und Komponistin. Die Eltern der beiden sind Salvador Luis Cabral Braamcamp Sobral (* 1955) und Luisa Posser de Andrade Vilar (* 1960). Sein Urgroßvater Luis José Aimable Braamcamp Sobral (1874–1934) war 4. Conde de Sobral. Dessen Tante Maria Eugénia Braamcamp de Melo Breyner (1837–1879) hatte Francisco de Borja de Sousa Holstein geheiratet, Sohn von Pedro de Sousa Holstein, Sprössling einer deutsch-portugiesischen Nebenlinie des Hauses Oldenburg aus der Linie Schleswig-Holstein-Sonderburg-Beck. Einer seiner Vorfahren ist Karl I. von Hohenzollern.
Sobral studierte ursprünglich Psychologie, brach das jedoch zugunsten eines Jazzstudiums in Barcelona ab. Später ging er in die Vereinigten Staaten. Nach seiner Rückkehr nach Europa studierte er Jazz an der Taller de Musics in Barcelona.

### Karrierebeginn bis zum Eurovision Song Contest
Erste eigene Musikprojekte waren beeinflusst vom Stil Chet Bakers sowie brasilianischem Bossa Nova und anderen lateinamerikanischen Musikrichtungen.
2009 nahm er an der portugiesischen Version von Idols teil und erreichte Platz sieben.
2016 nahm Sobral sein Debütalbum auf, das unter dem Titel Excuse me veröffentlicht wurde. Bei der Produktion der Songs arbeitet er eng mit dem venezolanischen Komponisten Leonardo Aldrey zusammen. Sobrals Schwester Luísa steuerte eine Eigenkomposition bei (I Might Just Stay Away).
2017 nahm er am Festival da Canção teil, dem portugiesischen Vorentscheid zum Eurovision Song Contest 2017 in Kiew. Im ersten Halbfinale erreichte er mit der Ballade Amar pelos dois, die seine Schwester komponiert und getextet hatte, den ersten Platz und qualifizierte sich somit für das Finale, das er ebenfalls gewann. Es war dies der erste Sieg für Portugal beim Song Contest.

### Zeitweilige Unterbrechung der Karriere
Am 8. September 2017 hatte Sobral zunächst seine Laufbahn unterbrechen müssen; er verabschiedete sich mit einem Konzert, das aber den Titel „Até já!“ (deutsch Bis bald!) trug. Am 25. September wartete er nahe Lissabon auf einer Intensivstation auf ein lebensnotwendiges Spenderherz. Wegen seiner Herzrhythmusstörungen hatte er bereits beim ESC nicht an den Proben teilnehmen können, sodass er von seiner Schwester vertreten werden musste. Sobral selbst äußerte sich im September 2017: „Es ist für niemanden mehr ein Geheimnis, dass ich eine schwache Gesundheit habe. Ich habe ein Problem. Leider ist die Zeit gekommen, meinen Körper der Wissenschaft zu übergeben und dadurch mein Konzertleben und insgesamt die Musik aufzugeben. Die Zivilisation muss für eine Weile verlassen werden, um dorthin zu gehen, wo das Problem sicherlich gelöst wird. Ich weiß leider nicht, wie lange dies dauern wird.“ Mitte Dezember 2017 erhielt Sobral in einer Klinik in Lissabon ein Spenderherz. Knapp zwei Wochen später wurde er am 22. Dezember erneut ins Krankenhaus in Carnaxide eingeliefert, da er ein Nierenversagen erlitten hatte. Mitte Januar 2018 äußerte er, dass es ihm fortlaufend besser gehe, er motiviert für die Zukunft sei, er sogar an ein neues Album denke, der Heilungsprozess jedoch Zeit brauche. Seinen ersten öffentlichen Auftritt nach seiner Operation hatte Sobral beim Eurovision Song Contest 2018, bei dem er zwei Lieder sang, darunter seinen Siegestitel im Duett mit dem brasilianischen Sänger Caetano Veloso.

### Weiterer Lebensweg
Am 29. Dezember 2018 heiratete er die belgische Schauspielerin Jenna Thiam.
2019 tourte Sobral mit seinem neuen Programm Paris Lisboa, das er mit einer Jazzband vorstellte, auch in Deutschland.
Im Jahr 2024 bezeichnete sich Sobral als intergeschlechtlich, da sein Körper kein Testosteron produziere, was nach seiner Herzoperation festgestellt worden sei.
Für den 16. Mai 2025 kündigte das Label Warner Music Spain ein gemeinsames neues Album von Salvador Sobral und der Spanierin Sílvia Pérez Cruz an. Das Album enthält elf katalanisch, portugiesisch, spanisch, englisch und französisch gesungene Stücke. Mit Ben poca cosa tens, eine Vertonung eines Gedichtes des katalanischen Dichters Miquel Martí i Pol, wurde Mitte April eine erste Single veröffentlicht.

## Diskografie

### Alben
| Jahr | Titel             | Höchstplatzierung, Gesamtwochen, AuszeichnungChartplatzierungen (Jahr, Titel, Platzierungen, Wochen, Auszeichnungen, Anmerkungen) | Höchstplatzierung, Gesamtwochen, AuszeichnungChartplatzierungen (Jahr, Titel, Platzierungen, Wochen, Auszeichnungen, Anmerkungen) | Höchstplatzierung, Gesamtwochen, AuszeichnungChartplatzierungen (Jahr, Titel, Platzierungen, Wochen, Auszeichnungen, Anmerkungen) | Anmerkungen                                              |
| Jahr | Titel             | AT | CH | PT | Anmerkungen                                              |
| ---- | ----------------- | --- | --- | --- | -------------------------------------------------------- |
| 2016 | Excuse Me         | AT65 (1 Wo.)AT | CH31 (1 Wo.)CH | PT1 Platin · (51 Wo.)PT | Erstveröffentlichung: 2. August 2016                     |
| 2017 | Excuse Me ao vivo | — | — | PT2 (19 Wo.)PT | Erstveröffentlichung: 15. Dezember 2017                  |
| 2019 | Paris, Lisboa     | — | — | PT1 (30 Wo.)PT | Erstveröffentlichung: 29. März 2019                      |
| 2021 | BPM               | — | — | PT1 (13 Wo.)PT | Erstveröffentlichung: 28. Mai 2021                       |
| 2023 | Timbre            | — | — | PT2 (10 Wo.)PT | Erstveröffentlichung: 29. September 2023                 |
| 2025 | Silvia + Salvador | — | — | — | Erstveröffentlichung: 22. Mai 2025 mit Sílvia Pérez Cruz |

### Singles
| Jahr | Titel Album                    | Höchstplatzierung, Gesamtwochen, AuszeichnungChartplatzierungen (Jahr, Titel, Album, Platzierungen, Wochen, Auszeichnungen, Anmerkungen) | Höchstplatzierung, Gesamtwochen, AuszeichnungChartplatzierungen (Jahr, Titel, Album, Platzierungen, Wochen, Auszeichnungen, Anmerkungen) | Höchstplatzierung, Gesamtwochen, AuszeichnungChartplatzierungen (Jahr, Titel, Album, Platzierungen, Wochen, Auszeichnungen, Anmerkungen) | Höchstplatzierung, Gesamtwochen, AuszeichnungChartplatzierungen (Jahr, Titel, Album, Platzierungen, Wochen, Auszeichnungen, Anmerkungen) | Höchstplatzierung, Gesamtwochen, AuszeichnungChartplatzierungen (Jahr, Titel, Album, Platzierungen, Wochen, Auszeichnungen, Anmerkungen) | Anmerkungen                            |
| Jahr | Titel Album                    | DE | AT | CH | UK | PT | Anmerkungen                            |
| --- | ------------------------------ | --- | --- | --- | --- | --- | -------------------------------------- |
| 2016 | Excuse Me                      | — | — | — | — | PT22 (3 Wo.)PT | Erstveröffentlichung: 18. März 2016    |
| 2016 | Nem Eu Excuse Me               | — | — | — | — | PT25 (2 Wo.)PT | Erstveröffentlichung: 31. Oktober 2016 |
| 2017 | Amar pelos dois Excuse Me      | DE43 (1 Wo.)DE | AT22 (1 Wo.)AT | CH6 (1 Wo.)CH | UK97 (1 Wo.)UK | PT1 Platin · (14 Wo.)PT | Erstveröffentlichung: 10. März 2017    |
| 2018 | Mano a Mano Paris, Lisboa      | — | — | — | — | PT84 (1 Wo.)PT | Erstveröffentlichung: 11. Mai 2018     |
| Folgende Lieder erschienen nicht als Single, wurden aber durch das Album zum Download und Streaming bereitgestellt und konnten somit eine Platzierung erlangen: |                                | | | | | |                                        |
| |                                | | | | | |                                        |
| 2017 | Nada Que Esperar Excuse Me     | — | — | — | — | PT56 (1 Wo.)PT |                                        |
| 2017 | Ready for Love Again Excuse Me | — | — | — | — | PT61 (1 Wo.)PT |                                        |
| 2017 | After You’ve Gone Excuse Me    | — | — | — | — | PT64 (1 Wo.)PT |                                        |
| 2017 | Change Excuse Me               | — | — | — | — | PT70 (1 Wo.)PT |                                        |
| 2017 | Autumn in New York Excuse Me   | — | — | — | — | PT79 (1 Wo.)PT |                                        |
| 2017 | Ay Amor Excuse Me              | — | — | — | — | PT88 (1 Wo.)PT |                                        |
| 2017 | Something Real Excuse Me       | — | — | — | — | PT91 (1 Wo.)PT |                                        |

Weitere Lieder
- 2018: Só Um Beijo (mit Luisa Sobral, PT: Gold)[22]